# ریبکینسکی
ریبکینسکی (انگلیسی: Rybkinsky) یک شهرک در شهرستان استرلیتاماکسکی استان باشقیرستان کشور روسیه است.